# Фантазија
Фантазија је ментална представа догађаја, објеката или других форми симболичких мисли у будном стању или у сну. То је психички процес слободног, неспутаног комбиновања ранијих сећања, представа и познатих појмова у нову, необичну синтетичку творевину, која је невероватна, гротескна и веома удаљена од стварности. Фантазија је, у ствари, вид маште, који је под великим утицајем емоција и жеља. Производ овог маштања је чудесан, несвакидашњи. Занемарује принцип реалности, допушта људима да уживају у забрањеним изворима задовољства, који су морали бити напуштени. Фројд сматра да човек у фантазији ужива ону слободу од спољашње стеге које се у стварности давно одрекао. Нормално, фантазије су здрав израз прилагођавања и креативних потреба, али ако постану ексцесивне могу бити симптом менталних поремећаја.